# Auld Alliance
Die Auld Alliance (scots für „Altes Bündnis“) war ein Bündnis zwischen Schottland und Frankreich.
Es dürfte wohl bis 1165 auf Wilhelm I. den Löwen zurückreichen; das erste schriftliche Zeugnis ist allerdings erst der Vertrag, der am 23. Oktober 1295 in Paris zur Regierungszeit von John Balliol und dem französischen König Philipp IV. unterzeichnet wurde. Zu Beginn war auch Norwegen dem Bündnis beigetreten gewesen.
Darin wurde das Defensivbündnis der beiden Länder gegen England fixiert. Sollte also eines der Länder von England angegriffen werden, müsste das andere in den Krieg gegen England eintreten.
Die Auld Alliance war zwar als militärisches Bündnis konzipiert, hatte aber auch große Auswirkungen auf viele andere Lebensbereiche der beiden Nationen. So genossen zum Beispiel die Einwohner die Staatsbürgerschaft des jeweiligen Partners und vor allem in Schottland wurden Sprache, Architektur und sogar die Küche von Frankreich beeinflusst.
Seit der Erneuerung des Vertrages durch Robert Bruce 1326 griff der Vertrag sechsmal, darunter:
- 1421 siegten Schotten und Franzosen in der Schlacht von Baugé über die Engländer im Hundertjährigen Krieg.
- 1424 wurden die Schotten in der Schlacht von Verneuil besiegt, verschafften dadurch den Franzosen aber eine lebenswichtige Atempause im Kampf gegen England.
- 1429 kamen die Schotten Jeanne d’Arc bei der Belagerung von Orléans zu Hilfe, viele Schotten blieben und bildeten die Schottische Garde, die Leibgarde des französischen Königs.
- 1513 marschierte der schottische König Jakob IV. in England ein, um die Franzosen in ihrem Kampf gegen die Heilige Liga zu entlasten, wurde jedoch in der Schlacht von Flodden Field getötet.

1560 wurde die Auld Alliance durch den Vertrag von Edinburgh offiziell beendet, da Schottland durch John Knox reformiert wurde und sich nun an das ebenfalls protestantische England anlehnen wollte.

## Nachwirkungen
Noch heute haben einige der schottischen Automobile einen Aufkleber Ecosse auf der Kofferraumklappe. Mit dieser französischen Bezeichnung Schottlands wird an diese alte Allianz erinnert.